# 촐런트
촐런트(이디시어: טשאָלנט) 또는 하민(히브리어: חַמִּין)은 유대인의 스튜 요리이다. 안식일에 먹는다.

## 같이 보기
- 자흐눈
- 코시도 마드릴레뇨